# 布鲁姆斯伯里社会主义协会
布鲁姆斯伯里社会主义协会（英語：Bloomsbury Socialist Society，缩写为BSS）是英国历史上一个社会主义组织，于1888年8月从社会主义者同盟中分裂出来。该组织的会议地点位于托特纳姆法院路托特纳姆街49号的共产主义俱乐部。在1888年5月20日举行的社会主义者同盟第三届年会上，其内部的无政府主义派在否决议会主义方面战胜马克思主义派。  
1888年8月，该组织由爱德华·艾威林、爱琳娜·马克思-艾威林、弗雷德里克·莱斯纳和A·K·唐纳德等马克思主义领导人创立，其首任名誉秘书是W. W. 巴特利特。  
1893年，该组织参与建立独立工党，艾威林被选为首届全国行政委员会成员。他们加入独立工党的目的是将其意识形态转向马克思主义，但未能成功，因为该党仍然受到凯尔·哈第的基督教社会主义的影响。到1897年，爱琳娜·马克思与艾威林退出独立工党并重新加入社会民主联盟，而唐纳德则彻底退出了政治活动。